# Juan Valdano
Juan Valdano Morejón (Cuenca, 26 de diciembre de 1939- Quito, 2 de agosto de 2021) fue un escritor e historiador ecuatoriano. En 2020 recibió el Premio Eugenio Espejo, máximo galardón cultural ecuatoriano, por sus aportes en el área de literatura. Fue además fundador de la subsecretaría de Cultura, entidad que dirigió de 1981 a 1984 y de 2001 a 2003.

## Biografía
Valdano fue Miembro de Número de la Academia Ecuatoriana de la Lengua y miembro correspondiente de la Real Academia Española. Fue también miembro de número de la Academia Nacional de Historia del Ecuador y miembro correspondiente de la Academia Colombiana de Historia y de la Real Academia de la Historia. Dictaba conferencias sobre la cultura, políticas culturales, literatura ecuatoriana e hispanoamericana en Estados Unidos, Reino Unido, Francia, España, Argentina, Chile e Italia. Fue columnista de opinión en el diario El Comercio de Quito desde el año 2010. Fue fundador de la subsecretaría de Cultura, entidad que dirigió de 1981 a 1984 y de 2001 a 2003.
Su novela histórica Mientas llega el día, publicada en 1990 y que narra los hechos del Primer Grito de Independencia y el Motín del 2 de agosto de 1810, fue una de las finalistas en la primera Bienal de la Novela Ecuatoriana. La obra fue adaptada al cine en 2004 por el director Camilo Luzuriaga bajo el nombre 1809-1810: mientras llega el día.
Ganó el Premio Joaquín Gallegos Lara en tres ocasiones distintas: en 1998 por su novela Anillos de serpiente, en 2002 por su libro de cuentos La celada y en 2009 por su libro de cuentos Juegos de Proteo.
El 9 de agosto de 2020, Juan Valdano recibió el premio nacional Eugenio Espejo, en literatura, conferido por el presidente del Ecuador Lenin Moreno.

## Obras
La extensa bibliografía de Valdano incluye las siguientes obras:
Novelas
- Mientras llega el día (1990)
- Anillos de serpiente (1998)
- El fuego y la sombra (2001)
- La memoria y los adioses (2006)

Cuentos
- Las huellas recogidas (1980)
- La celada (2002)
- Juegos de Proteo (2009)
- Después de la batalla (2019)[13]

El tigre y otros relatos (2018) 
Ensayo
- Humanismo de Albert Camus (1973)
- Identidad y formas de lo ecuatoriano (2006)[14]
- Los espejos y la noche (2010)[15]
- La selva y los caminos, 38 reflexiones sobre la realidad ecuatoriana (2011)[15]
- La brújula y los caminos" (2016)[16]
- La nación presentida. 30 ensayos sobre Ecuador (2019)[17]
- Crónicas de una época de indignación y de esperanza (2016 – 2019 (2020)
- Pensamiento latinoamericano: de la duda a la creencia (2020)

## Opiniones de obra
Sobre  Mientras llega el día (novela histórica que se basa en la revolución de Quito ocurrida entre 1809 y 1810, hecho que marcó el inicio del movimiento independentista en la Amárico española) ha dicho Nicole Fourtané: esta novela “propone una lectura original de la historia de Ecuador. Al situar al mestizo en los cimientos del orden nuevo, un mestizo libre de todos los resentimientos inherentes al contacto prolongado de las razas y a los conflictos ancestrales, la propuesta de Juan Valdano trastorna los enfoques tradicionales y ofrece una lectura novedosa de la aventura de la independencia; al mismo tiempo, invita a cada hombre a abrirse a lo nuevo para buscar la justicia y la libertad”.
De Anillos se serpiente (novela policial enmarcada en los años de 1960, época del IV velasquismo en Ecuador) opina Miguel Donoso Pareja: Esta novela “tiene lo suyo: narrada con bien pulso, con una trama bien armada, sostiene el interés y nos cuenta la historia de un oscuro burócrta policial, Heráclito Cardona, a quien se le ordena inventar –como tarea política y con todas las evidencias y pruebas necesarias- el asesinato de un partidario del régimen cuya muerte fue declarada natural”.
“En El fuego y la sombra Juan Valdano conjuga, con elevado nivel, la historia ecuatoriana y la mitología clásica. Elementos contrapuestos se enlazan con enorme espontaneidad en las amenas páginas de esta novela, mostrando un franco contrapunto de realidad e imaginación, de historia y fantasía, de ciudad y naturaleza, de mito y realidad. El escritor exhibe un profundo dominio en la caracterización de los personajes y en el entramado narrativo de las aventuras”.
Acerca de los cuentos de Juegos de Proteo, Modesto Ponce ha destacado lo siguiente: “La fantasía, la imaginación, el desborde envuelven a los relatos de Valdano; más aún, los sostienen. No obstante, la coherencia, la verosimilitud, la organización de los contenidos y la precisión del lenguaje permiten que el lector, sin sobresaltos ni imprevistos, aunque sí con descubrimientos, avance sin detenerse en los diferentes niveles y claves”.
Sobre Identidad y formas de lo ecuatoriano, el estudioso Diego Montalvo señala que "Valdano, además, es un gran personaje consciente de la realidad del Ecuador. Este libro es tan demostrativo de lo que somos, como una de las obras cumbre del expresidente de la República, Osvaldo Hurtado titulada Las costumbres de los ecuatorianos"